# Pečora (città)
Pečora (anche traslitterato come Pechora, in lingua komi Печӧра) è una città situata nella Repubblica dei Comi, nella Russia nord-occidentale; sorge sul fiume omonimo, in vicinanza dei monti Urali, circa 600 km a nordest della capitale Syktyvkar. Fondata nel 1942, divenne città nel 1949. La città è servita da un aeroporto militare.